# Ş
Ş, onderkast ş (S-cedille) is een letter die wordt gebruikt in het Turks, Azerbeidzjaans, Tataars, Koerdisch, Turkmeens. Ook komt deze in het Roemeens voor als vervanging voor de vergelijkbaar uitziende, maar onderscheidelijke letters Ș en ș. (S met komma).
De letter klinkt ongeveer als "sj" in het Nederlands, zoals sjouwen en sjaal. De klank wordt in het Internationaal Fonetisch Alfabet weergegeven met ʃ.
Voorbeelden: Eskişehir, Şımarık, Hakan Şükür, Hasan Şaş, Rüştü Reçber.

## Codering

### Unicode
In Unicode vindt men de Ş onder de code U+15E (hex) en de ş onder U+015F.

### HTML
In HTML kan men voor Ş de code &Scedil; gebruiken, en voor ş &scedil;.